# Eric Wyndham White
Sir Eric Henry Wyndham White, KCMG (abweichende Schreibweise: Eric Wyndham-White; * 26. Januar 1913; † 27. Januar 1980 in Frankreich) war ein britischer Jurist und Diplomat, der zwischen 1948 und 1965 zunächst erster Exekutivsekretär und im Anschluss von 1965 bis 1968 erster Generaldirektor des Allgemeinen Zoll- und Handelsabkommens GATT war.

## Leben
Wyndham White absolvierte nach dem Besuch der Westminster City School ein Studium der Rechtswissenschaften an der Universität London und war nach dessen Abschluss mit einem Bachelor of Laws (LL.B.) und seiner anwaltlichen Zulassung bei der Anwaltskammer (Inns of Court) von Middle Temple zunächst als Barrister tätig. Nach einer darauf folgenden Tätigkeit von 1938 bis 1939 als Dozent (Assistant Lecturer) an der London School of Economics (LSE) war er zwischen 1939 und 1941 Mitarbeiter im Ministerium für wirtschaftliche Kriegsführung (Ministry of Economic Warfare). 1942 wechselte er in den auswärtigen Dienst und war anfangs von 1942 bis 1945 Erster Sekretär an der Botschaft in den USA sowie anschließend nach Ende des Zweiten Weltkrieges 1946 an der Botschaft in Frankreich. Kurz darauf wurde er Assistent des für Europa zuständigen Direktors der Nothilfe- und Wiederaufbauverwaltung der Vereinten Nationen UNRRA (United Nations Relief and Rehabilitation Administration).
Danach war Wyndham White von 1946 bis 1948 Vertreter der Vereinten Nationen bei den Welthandelsrunden, die am 30. Oktober 1947 in Genf zum Abschluss des Allgemeinen Zoll- und Handelsabkommens GATT (General Agreement on Tariffs and Trade) geführt hatten. Danach fungierte er zunächst als Generalsekretär des Wirtschaftlichen Notstandskomitees für Europa, ehe er nach Inkrafttreten des Allgemeinen Zoll- und Handelsabkommens GATT zum 1. Januar 1948 dessen erster Exekutivsekretär wurde. Am 23. März 1965 übernahm er schließlich den neugeschaffenen Posten als erster Generaldirektor des GATT durch Olivier Long am 6. Mai 1968. Nach seinem Ausscheiden aus dieser Funktion wurde er am 8. Juni 1968 zum Knight Commander des Order of St. Michael and St. George (KCMG) geschlagen und führt fortan den Namenszusatz „Sir“.
Wyndham White, der zuletzt in der Privatwirtschaft wie zum Beispiel für den von Bernard Cornfeld geleiteten Offshore-Finanzkonzern Investors Overseas Services (IOS) tätig war, starb an den Folgen eines Herzinfarkts, den er beim Schwimmen erlitten hatte.
Nach ihm ist seit 1977 der Raum Eric Wyndham White im Centre William Rappard der Welthandelsorganisation benannt.